# Joe Alves
Joseph M. Alves (San Leandro, Califòrnia, Estats Units; 21 de maig de 1938) és un cineasta i dissenyador de producció nord-americà, reconegut principalment pel seu treball en les tres primeres pel·lícules de la saga cinematogràfica de Tauró. En va dirigir el tercer lliurament, Jaws 3-D, el 1983.

## Carrera
Alves va col·laborar en tres llargmetratges de Steven Spielberg, el primer va ser Boja evasió. Va dissenyar els tres taurons mecànics per a la pel·lícula Tauró (1975) juntament amb el tècnic d'efectes mecànics Bob Mattey, que en va supervisar la construcció a Sun Valley. Una vegada que els taurons van ser acabats, es van traslladar en camió al lloc de rodatge, però desafortunadament no havien estat provats dins l'aigua, la qual cosa va causar una sèrie de retards que s'han convertit en una fita cinematogràfica amb el pas del temps.
Va treballar a Jaws 2 (1978) com a dissenyador de producció i com a director de segona unitat. Després de l'acomiadament del director original John D. Hancock, Alves va ser proposat per a dirigir el film amb Verna Fields. No obstant això, es va contractar Jeannot Szwarc per a completar la pel·lícula.
Va dirigir Jaws 3-D (1983), pel·lícula que va aprofitar el ressorgiment de la popularitat del 3-D d'aleshores. Aquesta tercera seqüela de la saga va ser mal rebut per la crítica, i Variety va criticar Alves per no haver «perseverat prou en el Gran Blanc». Va ser nominat com a pitjor director als Golden Raspberry Awards de 1983. Jaws 3-D és l'únic film que va dirigir.

## Premis i reconeixements
Pel seu treball a Encontres a la tercera fase, Alves va ser nominat a un Oscar a la millor direcció artística i va guanyar el BAFTA en la mateixa categoria. El model de la ciutat de Nova York que Alves va crear per al film Fuga de Nova York de John Carpenter (1981) va ser lloat per la crítica. El 2020 va rebre el Premi ADG Lifetime per la seva trajectòria en la indústria del cinema.